# 特德·纳什
特德·纳什（英語：Ted Nash，1932年10月29日—2021年7月3日），美国男子赛艇运动员。他曾代表美国参加1960年和1964年夏季奥林匹克运动会赛艇比赛，获得一枚金牌和一枚铜牌。